# Sveriges Islamiska Skolor
Sveriges Islamiska Skolor är en intresseorganisation för dem som driver friskolor med islamsk inriktning i Sverige.
Abdirizak Waberi var ordförande för Sveriges Islamiska Skolor från 2006 till 2011, och har även varit rektor för  Römosseskolan i Göteborg.

## Medlemmar
Följande skolor tillhörde Sveriges Islamiska Skolor 2014:
- Islamiska skolan i Stockholm
- Al Azharskolan i Stockholm
- Al Azharskolan i Örebro
- Imanskolan i Uppsala
- Römosseskolan i Göteborg
- Växjö islamiska skola

Flera av skolorna har kritiserats eller tvingats stänga av Skolverket och/eller Skolinspektionen. Flera styrelseledamöter har dömts eller är misstänkta för ekonomiska oegentligheter. Vidare läsning i avsnittet om de olika skolorna.

## Friskolekoncernen Al-Azhar
I juni 2019 dömdes fyra av koncernens styrelseledamöter till fängelse för grov ekonomisk brottslighet. En styrelsedamot flyttade pengar från stiftelsens konto för att starta en islamisk bank. Tre av dessa var även verksamma i en insamlingsstiftelse för att bygga en ny moské i Rinkeby. Som ett resultat av brottsligheten drog byggbolaget NCC sig ur samarbetet.

### Al-Azharskolor i Örebro
Al-Azhar har drivit två skolor i Örebro, den ena i Vivalla och den andra i Mellringe och hade 177 elever år 2021. Under år 2017 kritiserade Skolinspektionen skolan för att hålla bön under lektionstid, vilket strider mot skollagen. Skolinspektionen stängde skolorna från och med 15 juli 2021 efter att Säpo rapporterade att barn sannolikt radikaliseras och rekryteras till militanta organisationer. Enligt Säpo har en ledamot i stiftelsen som driver skolan rest till Syrien för att ansluta sig till terroristorganisationen Islamiska staten.

### Al-Azharskolan i Stockholm
Al-Azharskolan i Stockholm bedriver sin verksamhet i Vällingby.
År 1999 konstaterade Integrationsverket att elever från Somalia var i majoritet på skolan.
År 2016 uppmärksammades skolan för könsegregerade gymnastiklektioner.
I september 2019 krävde Skolverket tillbaka en miljon kronor av friskolekoncernen Al-Azhar, eftersom bidragsmottagarna ej kunnat visa att statsbidraget användes korrekt.

## Römosseskolan
Römosseskolan var en muslimsk friskola i Angered med undervisning från förskoleklass till årskurs 9. Verksamhet startades 1998 och huvudman för skolan var Föreningen Islamiska Skolan i Göteborg, sedermera namnändrad till Framstegsskolan i Götebporg. Verksamheten var förlagd på två enheter i Gårdsten samt Rannebergen. Skolan hade som mest cirka 400 elever samt cirka 65 anställda. I oktober 2021 återkallade Skolinspektionen huvudmannens tillstånd att bedriva skolverksamhet och skolan tvingades stänga. Göteborgs kommun fick efter höstterminen 2022 hitta nya skolplatser till de kvarvarande 250 eleverna.
År 1999 konstaterade Integrationsverket att elever från Somalia var i majoritet på skolan.
Den moderate riksdagsmanen Abdirizak Waberi var tidigare dess rektor. Enligt en studie beställd av Nämnden för statligt stöd till trossamfund år 2014 var flera av de centrala aktörerna i Sveriges Muslimska Stiftelse som driver Göteborgs moské även aktiva i Islamiska informationsföreningen (IIF) och i skolan. Skolan könsegregerade skolidrotten från och med fjärde klass. Sedan skolan öppnades hade den bedrivit könssegregerad undervisning i bland annat hälsa, idrott, engelska och slöjd. Enligt Skolinspektionens intervjuer med elever var undervisningen uppdelad eftersom flickebarnen inte fick ta av sig slöjan (t.ex. hijab) när pojkar var med.
Skolinspektionen kritiserade Römosseskolan skarpt år 2011. Bland annat trakasserade pojkar flickor på skolan, lärare var hårdhänta mot elever samt flickor diskriminerades i betygssättning då 71 procent av flickorna hade fullständiga betyg mot 100 procent av pojkarna.
Flickelever i skolan var enligt Expressen år 2011 tvungna att berätta för sina lärare och sina klasskamrater när de hade menstruation. Under den tiden var flickorna förbjudna att deltaga i bön, vidröra Koranen eller vistas i moskén. Läraren i islamologi vid Römosseskolan, Abdul Rashid Mohamed tillika imam vid Göteborgs moské, uppgav i en intervju att detta var en gammal islamisk regel som krockar med modernt svenskt synsätt.
I juni 2021 stoppade Göteborgs kommun finansieringen av skolan som omfattade skolpeng på 13,8 miljoner SEK till Römosseskolan.